# Rhyothemis regia
Rhyothemis regia är en trollsländeart. Rhyothemis regia ingår i släktet Rhyothemis och familjen segeltrollsländor.

## Underarter
Arten delas in i följande underarter:
- R. r. chalcoptilon
- R. r. exul
- R. r. juliana
- R. r. pretiosa
- R. r. regia
- R. r. thisbe

## Bildgalleri

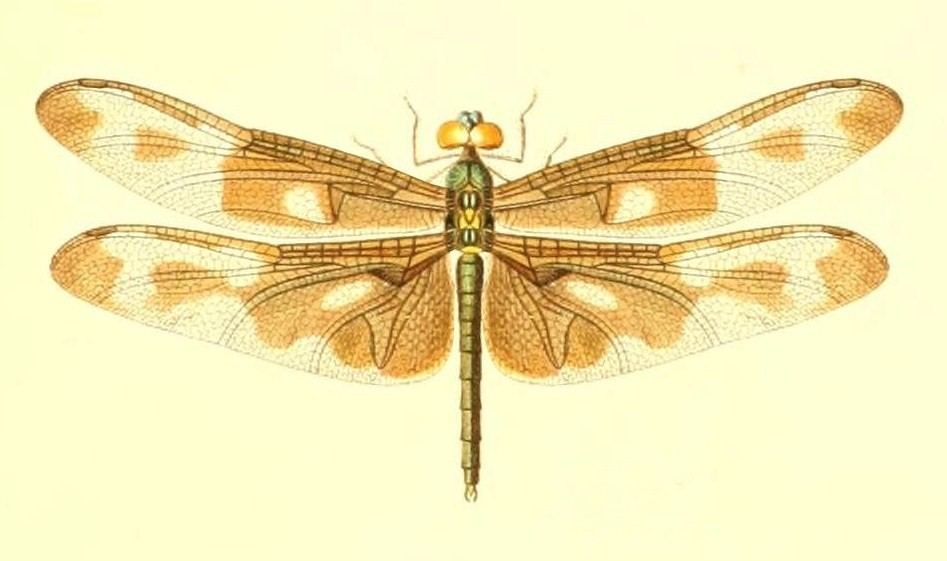